# متعالی (فلسفه)
متعالی‏ (انگلیسی: transcendentals)، در لغت به معنی بلند است و به عالی‌ترین و عمومی‌ترین محمولات گفته می‌شود.

## فلسفه تعالی
فلسفه تعالی‏ (برشدن‏) «Transcendence» به چند معنی است:
1. قول به اینکه در بالای پدیدارهای محسوس متغیر، جواهر ثابت یا حقایق مطلق قائم به ذات خود، وجود دارد.
2. قول به اینکه نسبت‌های ثابتی وجود دارد که محیط بر حوادث و مستقل از آنهاست.

هر فلسفه ای که بر این عقیده باشد که در جهان یک نظام تصاعدی حاکم است که در آن، پدیدارها تابع تصورات و تصورات تابع مبادی و اصول است، فلسفه متعالی است.
از همین قبیل است قول به این که: در عالم هستی روابطی وجود دارد ابدی و مستقل از دخالت حوادث و ارتباط آنها و مجرد از شرایط زمان و مکان، و برتر از اشیاء و حاکم بر آنها و ثابت و بی‌تغییر و کامل و زوال ناپذیر و غیرقابل بطلان.
مذهب تعالی با نظر عمودی به وجود می‌نگرد تا حقایق عالی و آرمان‌های جاوید را ثابت و محیط بر اشیاء و نظم دهنده آنها قرار دهد.
و نیز کلمه اعلا را به معنایی به کار می‌بریم که آن را فوق هر تجربه ای تصور می‌کنیم، خواه مقصود ما از این معنی عالی، حقایق وجودی باشد خواه مبادی معرفت.

## کانت
در نظر ایمانوئل کانت، مبادی ای که انطباق آنها منحصر به حدود تجربه است، مبادی وجودی نامیده می‌شود، اما مبادی ای که توسط عقل از حدود تجربه درمی‌گذرد، مبادی عالی یا استعلایی یا برتر یا برین نامیده می‌شود.

## متفکران قرون وسطی
در اصطلاح متفکران قرون وسطی لفظ متعالی یا برین (Transcendental) به معنی مفارق یا برتر از مقولات ارسطوئی آمده‌است مانند واحد، خیر، حق، موجود، شیء، ممکن و ضروری.

## فلسفه مدرسی
در فلسفه مدرسی متعالی به عالی‌ترین و عمومی‌ترین محمولات گفته می‌شود، مانند واحد، موجود، حق، خیر و …

## عالی و متعالی
فرق متعالی و عالی این است که عالی به حقایق مفارق از تجربه از قبیل عقول آسمانی گفته می‌شود، در حالی که متعالی به اصول معرفت که در ورای حس و تجربه مورد بحث واقع می‌شوند گفته می‌شود.

## متعال مطلق
مشیت الهی از قدرت متعالی بر خوردار است. حق فقط متعال مطلق (an absolute Transcendent)، است، بلکه خود مُجَلّی (Self-revealer) خویش است در عالم برای عالم. همچنین «استعدادی» که اعیان دارند کاملاً متعالی است.